# Reunion Concert
Reunion Concert, 2-LP livealbum utgivet 1983 av The Everly Brothers på skivbolaget Impression records och det producerades av Tony Clark. Albumet spelades in under duons återföreningskonsert i Royal Albert Hall 23 september 1983.
Inspelningen från konserten finns i ett otal olika utgåvor. Några kastar om låtarna i fullständig oordning och en del innehåller bara delar av konserten. Dessutom finns det en video/dvd-utgåva med en timme av konserten.
Dessutom finns det en senare 2-CD-utgåva som påstås innehålla hela konserten. På denna tillkommer låtarna "Barbara Allen", "Long Time Gone", "Down in the Willow Garden", "You Send Me" samt den avlsutande "Baby What You Want Me To Do".

## Låtlista

### LP 1
1. "The Price Of Love" (Phil Everly/Don Everly)
2. "Walk Right Back" (Sonny Curtis)
3. "Claudette" (Howard Greenfield/Roy Orbison)
4. "Crying In The Rain" (Howard Greenfield/Carole King)
5. "Love Is Strange" (Ethel Smith)
6. Medley: 
  1. "Take A Message To Mary" (Felice Bryant/Boudleaux Bryant)
  2. "Maybe Tomorrow" (Don Everly/Phil Everly)
  3. "I Wonder If I Care As Much" (Don Everly/Phil Everly)
7. "When Will I Be Loved" (Phil Everly)
8. "So Sad (To Watch Good Love Go Bad)" (Don Everly)
9. "Bird Dog" (Boudleaux Bryant)
10. "Be-Bop-A-Lula" (Tex Davis/Gene Vincent)
11. "Lightning Express" (Bradley Kincaid)
12. "Put My Little Shoes Away" (Don Everly/Phil Everly/traditionell)
13. "Step It Up And Go" (Jimmy Howard)

### LP 2
1. "Bye Bye Love" (Felice Bryant/Boudleaux Bryant)
2. "Gone Gone Gone" (Don Everly/Phil Everly)
3. "All I Have to Do Is Dream" (Boudleaux Bryant/Felice Bryant)
4. "Wake Up Little Susie" (Felice Bryant/Boudleaux Bryant)
5. Medley:
  1. "Devoted To You" (Boudleaux Bryant)
  2. "Ebony Eyes" (John D. Loudermilk)
  3. "Love Hurts" (Boudleaux Bryant)
6. "Cathy's Clown" (Don Everly/Phil Everly)
7. "('Til) I Kissed You" (Don Everly)
8. "Temptation" (Nacio Herb Brown/Arthur Freed)
9. "Lucille" (Richard Penniman/Collins)
10. "Let It Be Me" (Gilbert Becaud/Mann Curtis/Pierre Delanoe)
11. "Good Golly Miss Molly" (John Marascalco/Robert "Bumps" Blackwell